# Emiraat

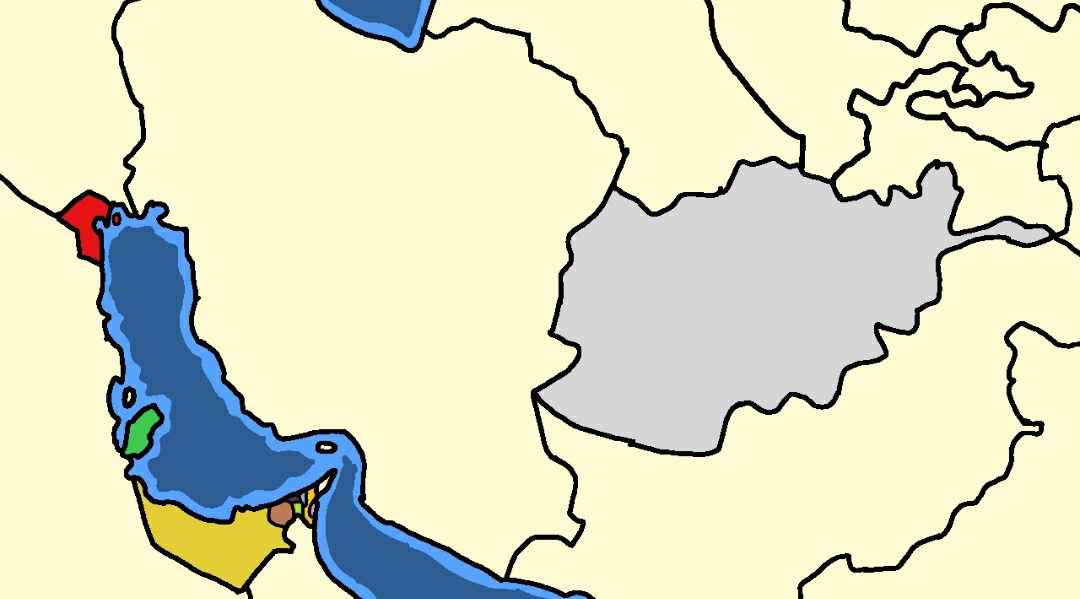
Emiraten rondom de Perzische Golf, waaronder Koeweit, Qatar en de Verenigde Arabische Emiraten.

Een emiraat (Arabisch: إمارة, imāra, meervoud imārāt) is het rijk van een emir of een sjeik.
Een emiraat verwijst doorgaans naar een provincie of rijk dat door een prins bestuurd wordt. Een regio in Saoedi-Arabië die door een emir bestuurd wordt, wordt bijvoorbeeld een emiraat genoemd.
In het Arabisch kan de term emiraat gegeneraliseerd worden voor ieder soort provincie van een land dat bestuurd wordt door een lid van de heersende klasse. Een voorbeeld van dit laatste is de Verenigde Arabische Emiraten. Dit is een land dat een federatie is van zeven min of meer zelfstandige emiraten, ieder bestuurd door een sjeik of emir.
Zelfstandig kan ook, zoals dat bijvoorbeeld het geval is bij Qatar.